# 택시 블루스
《택시 블루스》(러시아어: Такси-блюз, Taksi-Blyuz, Taxi Blues)는 러시아에서 제작된 파벨 룽긴 감독의 1990년 드라마 영화이다. 표트르 마모노프 등이 주연으로 출연하였다. 1990년 칸 영화제에 입품되어 룽긴 감독은 영화감독상을 받았다. 이 영화는 제63회 아카데미상의 러시아의 외국어 영화 부문에 선정되었으나 후보로 지명되지는 못했다.

## 출연

### 주연
- 표트르 마모노프
- 표오트르 자첸코

### 조연
- 블라디미르 카쉬푸르
- 나탈리아 콜야카노바
- 옐레나 사포노바
- 세르게이 가자로프
- 예브게니 거차코프
- 드미트리 프리고프
- 이고르 조로토비츠키

## 기타
- 미술: 발레리 유르케비치